# Karl Illner

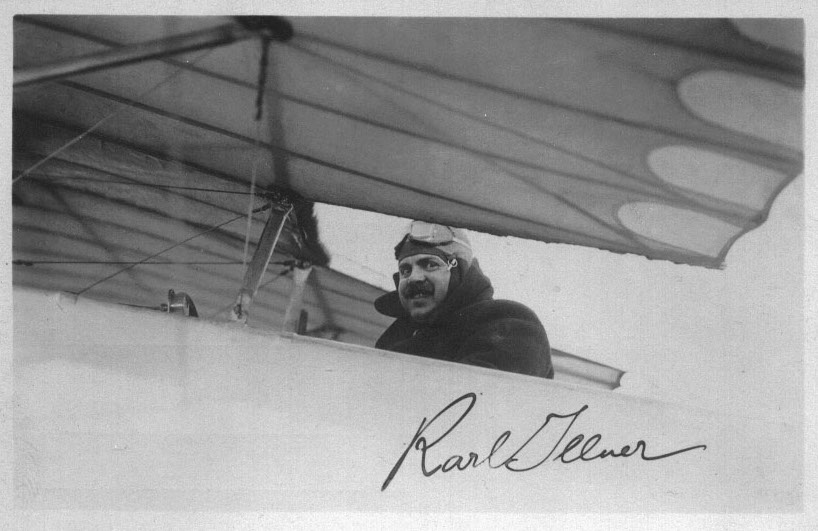
Karl Illner an Bord seines Flugzeugs (mit Autograph)

Karl Illner (* 14. Juli 1877 in Schatzlar, Böhmen; † 6. August 1935 in Wien) war ein österreichischer Flugpionier.

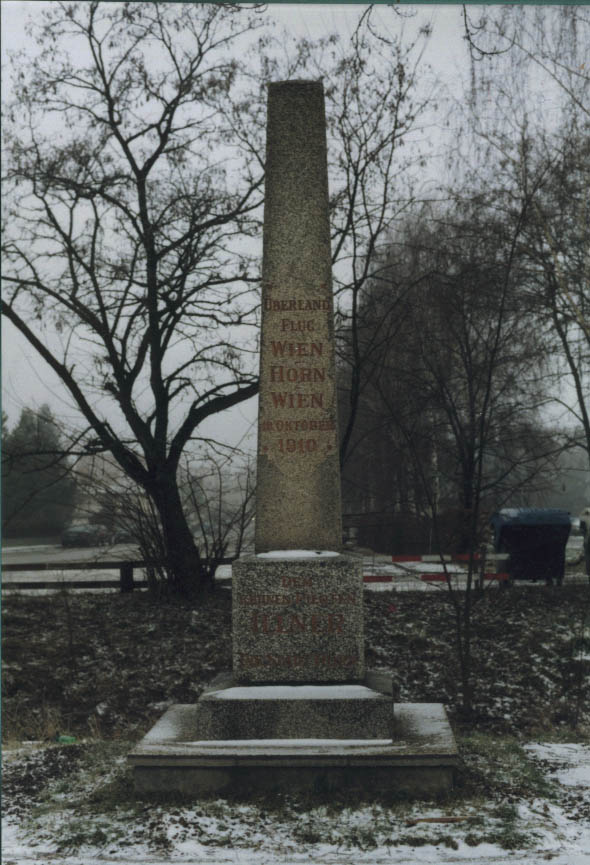
Der Gedenkstein in Horn

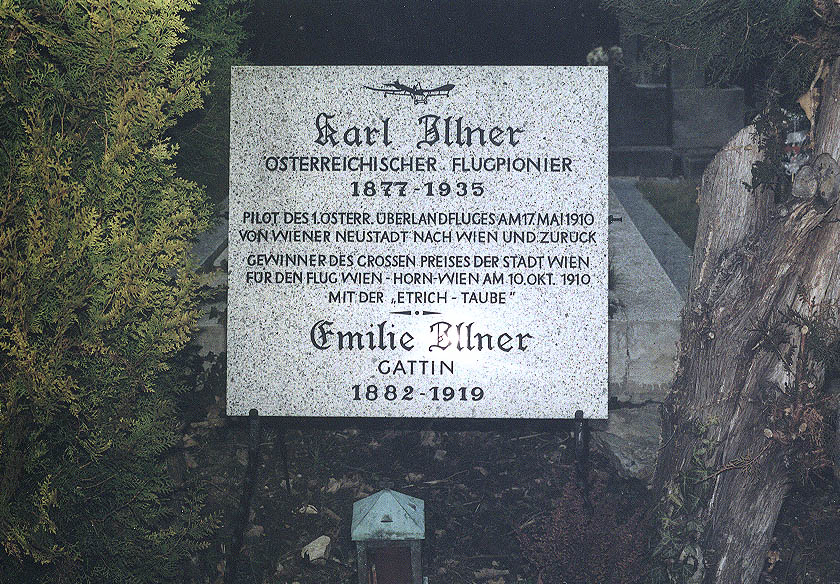
Illners Grab am Grinzinger Friedhof

## Leben
In seiner Kindheit besuchte Illner acht Jahre lang die Volksschule in Schwarzwasser und begann anschließend eine dreijährige Ausbildung zum Maschinenschlosser, die er im Mai 1895 abschloss. Es folgten mehrere Anstellungen, unter anderem in Dresden, bei denen er bis zum Werksmeister aufstieg und schließlich eine Tätigkeit als Betriebsleiter der Maschinenfabrik Bräunlich in Freiheit an der Aupa. Am 11. Februar 1907 fand seine Hochzeit mit Emilie Weihrauch statt, mit der er drei Kinder hatte.
Illner unterstützte ab Juli 1906 in seiner Freizeit die beiden Flugpioniere Igo Etrich und Franz Wels, die in Ostböhmen den Bau von Flugapparaten und auch Flugversuche betrieben. Zusammen mit den beiden ging er Anfang 1908 nach Wien, wo der Flugzeugbau in den Räumlichkeiten der Rotunde des Praters, die vom Handelsministerium kostenlos zur Verfügung gestellt wurden, fortgesetzt wurde. Nach der Trennung Etrichs von Wels im Juli 1909 wurde Illner dessen Werkmeister, Chefmechaniker und -pilot. Ihm gelang am 8. August 1909 mit der Etrich I „Praterspatz“ der erste Flug von 40 m Länge und 4 m Höhe. Am 17. Mai 1910 absolvierte er den ersten österreichischen Überlandflug von Wiener Neustadt nach Wien und wieder zurück.
Illner legte am 24. April 1910 als Dritter in Österreich-Ungarn die Pilotenprüfung ab. Bei einem am 18. September 1910 in Wiener Neustadt abgehaltenen internationalem Flugmeeting holte Illner fast alle ersten Preise. Wie sehr diese Flüge vom Wetter abhängig waren, zeigt, dass die Versuche bereits ab 11. September bei diesem Treffen stattfanden. Aufgrund des Wetters konnte er sich aber nur 22 Sekunden mit der von Etrich gebauten Möve in der Luft halten, während sein Konkurrent Adolf Warchalowski es auf 2 Minuten 13 Sekunden brachte.

## Flug nach Horn
Internationale Bekanntheit erlangte Illner, der am 10. Oktober 1910 von Wien nach Horn und wieder zurückflog. Dieser Flug war eine Herausforderung, die von der Stadt Wien mit einem Preisgeld von 20.000 Kronen ausgeschrieben wurde, um die Weiterentwicklung der Flugtechnik zu fördern. Ziel der Herausforderung war es, innerhalb eines Tages von Wien nach Horn und wieder zurückzufliegen. Horn wurde als Ziel ausgewählt, weil der ehemalige Horner Gymnasialdirektor und spätere Bundespräsident Wilhelm Miklas sich dafür eingesetzt hatte.
Illner flog mit einem Motor von Ferdinand Porsche, der damals für die Firma Austro-Daimler aus Wiener Neustadt arbeitete. Der Motor wurde für die sogenannte Etrich-Taube verwendet, eines der ersten serienmäßig produzierten Passagierflugzeuge, das von Igo Etrich entwickelt wurde.
Die Navigation war damals noch sehr schwierig. Illner konnte nicht einfach einer Karte nachfliegen und es gab auch noch keine Funkverbindungen oder Lotsen. Er musste sich an markanten Gebäuden orientieren, die er im Vorhinein bei einer Autofahrt ausgekundschaftet hatte. Er sah zum Beispiel ein weiß-blaues Plakat an einer Scheune bei Ziersdorf, die Türme des Schloss Maissau und die hochgelegene Basilika Maria Dreieichen auf dem Weg nach Horn.
Illner landete nach einer Stunde und 14 Minuten Flugzeit in Horn und wurde begeistert empfangen. Er hatte einen Höhenweltrekord von 1.000 Metern erreicht. Sein erster Rückflugversuch scheiterte an einem Gewitter, aber am Nachmittag kam er sicher in Wien an. Illners Flug war ein großer Erfolg und er wurde mit dem Preisgeld und viel Anerkennung belohnt. Ein Denkmal im Horner Hopfgarten und ein Modell der Etrich-Taube im Museum Horn erinnern an seinen historischen Flug.
Illner setzte seine fliegerische Karriere fort und stellte mehrere Rekorde auf. Er war ebenso erfolgreich bei Flugveranstaltungen in Berlin und Budapest. Er war auch an der Gründung des Österreichischen Aero-Clubs beteiligt und war als Fluglehrer tätig, so zählten beispielsweise Božena Laglerová und Lilly Steinschneider zu seinen bekannten Schülern. 1914 wurde er zum Direktor der österreichischen Tochtergesellschaft der deutschen Aviatik-Werke in Wien berufen und übernahm nach dem Ende des Ersten Weltkrieges das Installationsunternehmen seines Schwiegervaters.
Karl Illner starb 1935 nach längerer Krankheit in Wien und wurde am Grinzinger Friedhof (Gruppe 18, Nummer 124) beigesetzt. In Wien-Donaustadt (22. Bezirk) erinnert die Illnerstraße an ihn.